# إيلانا كاتس
إيلانا كاتس (بالإنجليزية: Illana Katz)‏ (1948)؛ كاتِبة مُتخصِّصة في أدب الأطفال وروائية أمريكية.